# Нежељена дејства комбиноване оралне контрацепције
 Нежељена дејства комбиноване оралне контрацепције чини низ поремећаја, као што су: венска тромбоза, повећани ризик за инфаркт миокарда и цереброваскуларни инсулт, ризик за карцином дојке.

## Историја
Прва хормонска пилула, под називом Еновид ®, је одобрен од стране Савезне агенције за лекове (ФДА) у мају 1960. године и састојала се од местранола и норетистерона.
Током година орални контрацептиви су еволуирали постепеним снижавањем садржаја етинил естрадиола (ЕЕ), увођењем 17β естрадиола и многих различитих прогестина. Стандардни режим омогућава терапију од 21 дан таблетом која садржи стероиде и интервал без пилула од 7 дана.
Недавно су одобрени континуирани или продужени режими. Да би се побољшала усаглашеност, развијени су алтернативни начини комбиноване оралне контрацепције, као што су вагинални или трансдермални путеви.
Према Уједињеним нацијама, 2009. године, просечан глобални проценат жена које користе контрацепцију и живе у браку или у заједници био је 62,7%. Орална контрацепција је временом од  8,8% преваленције достила ниво од 15,4% у развијенијим земљама.света. Више од 100 милиона жена широм света користи оралну контрацепцију. Међутим, како се сваке годинеи даљње повећава број нежељених трудноћа, то шуказује на чињеницу да контрацепцију још треба промовисати.

## Основне информације
Комбинована орална контрацепција подразумева групу лекова који у свом саставу имају обе врсте главних женских полних хормона, естрогене и прогестагене и представља једно од највећих достигнућа на пољу јавног здравства у 20 веку. Поред добро познатих контрацептивних позитивних дејстава, комбинована орална контрацепција има и читав низ повољних ефеката за многе органске и функционалне поремећаје, као што су: поремећаји циклуса, дисменореја, пременструални синдром, мигрене, стања хиперандрогенизма, оваријалне цисте, ендометриоза, миоми, пелвична инфламациона болест, превенција остеопорозе, реуматоидни артритис, мултипла склероза, астма, те превенцију бенигних тумора дојке, оваријалних, ендометријалних и колоректалних карцинома.
Међутим, комбинована контрацепција поред читавог низа напред наведених позитивних ефеката, може потенцирати прокоагулантне, а слабити фибринолитичке механизме, што и код лекара и код пацијената изазива сумњу и страх да ће неки од ових препарата, посебно они са већим дозама етинил естрадиола, повећати ризик за настанак венског тромбоемболизма.
Ризици и користи од нових прогестина који се користе у контрацепцији зависе од њихове молекуларне структуре, врсте и дозе повезаног естрогена и начина примене.
Фактори ризика
Ови ефекти комбиноване контрацепције не могу се посматрати независно (изоловано) од осталих фактора ризика који су често присутни код адолесценаткиња које користе комбиновану контрацепцију као што су:
- гојазност,
- пушење,
- седентарни начин живота...

Животна доб
Ризик нежељеног дејства комбиноване оралне контрацепције расте и са годинама - па је тако у адолесценцији, значајно најнижи.

## Нежељена дејства

### Тромбофилија
Најзначајнији ризик представљају тромбофилије — стања урођених или стечених аномалија хемостазних механизама које увећавају склоност ка тромбозама.
Ризик се процењује на 3:10.000 лечених и мањи је од ризика који се може регистровати у трудноћи. 

### Венска тромбоза
Ризик од стварања крвних угрушака у венама ногу (тромбоза дубоких вена, иако није увек озбиљан проблем) нешто је већи у првој години примене лека. Међутим, уколико се угрушак помери и запуши артерију плућа, што је веома ретко, то може узроковати плућну емболију, коју карактерише бол у леђима, отежано дисање, губитак свести и смрт.
Учесталост
Број случајева појаве тромбозе код жена које, без обзора да ли су користе орално контрацептивно средство као што је нпр. лек који садржи два синтетска хормона — естроген и прогестерона (левоноргестрел и етинилестрадиол) у:
- 5:100.000 жена које не узимају комбинована орална контрацептивна средства и нису трудне, формираће се крвни угрушак, годишње.
- 15:100.000 жена које узимају комбинована орална контрацептивна средства, формираће се крвни угрушак, годишње
- 60:100.000 жена које су трудне (не узимају лек), имаће крвни угрушак, тромбозу, годишње.

### Артеријска тромбоза - срчани или мождани удар
Одређени ризик при употреби комбиноване оралне контрацепције постоји и за појаву артеријске тромбозе, када се доста ретко, крвни угрушак може формирати и у крвним судовима срца (узрокујући срчани удар) или на мозгу (узрокујући мождани удар). Код здравих и младих жена појава ових компликација је веома ретка.
Већи ризик од стварања крвног угрушка имају старије генерације жена, код којих комбинована орална контрацепција повећавале ризик за инфаркт миокарда и централни инсулт, ако су пацијентице:
- пушачи,
- уколико су оне или неко из породице имале тромбозу,
- претерана гојазност (повећане вредности масти (липида) у крви)
- неки веома редак поремећај који може повећати ризик од настајања тромбозе
- висок крвни притисак
- оштећење срчаних залистака и неправилан/убрзан срчани рад (преткоморска фибрилација)
- недавни порођај порођај,
- шећерна болест,
- стемске болести: еритематозни лупус, Кронова болест или улцерозни колитис (запаљење црева)
- хемолитички уремички синдром (поремећај у коме крвни угрушак угрожава функцију бубрега),
- измењена црвена крвна зрнца – српастог облика
- прележано крварење на мозгу (субарахноидално крварење)
- мировање због веће хируршке интервенције или због неке болести.

Ризик за инфаркт миокарда расте са годинама, а посебно када се комбинованој оралној контрацепцији придодају и други фактори ризика.

### Карцином дојке
Постоје докази да комбинована орална контрацепција са синтетским прогестеронима може повећати ризик за развој карцинома дојке. Међутим утврђено је да ризик за лобуларни карцином дојке након дуже употребе постоји само код жена у пременопаузи старијих од 40 година, док је у адолесценткиња овај утицај незнатан.
Учесталост
Број случајева појаве рака дојке код жена које користе орално контрацептивно средство као што је нпр. лек који садржи два синтетска хормона — естроген и прогестерона (левоноргестрел и етинилестрадиол) је:
- 16:10.000 оболелих, међу женама које никада нису узимале комбинована орална контрацептивна средства, до 35. године живота.
- 17-18:10.000 оболелих, међу женама које које су узимале комбинована орална контрацептивна средства током 5 година у својим раним двадесетим, до 35. године
- 100:10.000 оболелих, међу женама које које никада нису узимале комбинована орална контрацептивна средства, до 45. године живота
- 110:10.000 оболелих, међу женама које су узимале комбинована орална контрацептивна средства током 5 година у својим раним тридесетим годинама, до 45. године живота.

Међутим објављене су и студије које показују да комбинована орална контрацепција нема никакав утицај на повећани ризик од карцином дојке.